# باور بلايرز
باور بلايرز هو مسلسل رسوم متحركة تلفزيوني أنشأه جيرمي زاغ وطوره مان أوف اكشن إنترماينت، أنتج المسلسل كلٍ من زاغتوون وميثد أنيميشن في إنتاج مشترك مع فرانس تيليفيزيون، بلينتا جونيور، دبليو دي أر،
بالتعاون والمشاركة مع كرتون نتورك ستوديوز وجلوبوسات وديسكوفري أفريقيا اللاتينية. تم عرض المسلسل لأول مرة في الولايات المتحدة في 21 سبتمبر 2019، على كرتون نتورك. 

## الحلقات والمواسم
يتكون من موسم واحد و78 حلقة.

## الدبلجة العربية
دبلج المسلسل للعربية من قِبل إيمدج برودكشن هاوس وعُرض على كرتون نتورك مينا

## القصة
بعد أن أطلق الفتى أكسل موليجان البالغ من العمر 9 سنوات سراح مادكاب، وهي لعبة غريبة، وإكتشف باور باندز، وجد مجموعة من الألعاب تعمل ضد مادكاب ويتعاون معهم لهزيمة مادكاب وأتباعه ويتعلم أكسل المعنى الحقيقي للمسؤوليات، يعيش أكسل في منزله عمه الذي يدعى أندرو موليجان ويلتقي بصديقته التي تعرف بأمر الباور باندز وفريق الألعاب ذاك، لكن لا يجب معرفة هذا الأمر خاصةً، العم أندرو، لأن هذا سر لأكسل وصديقته فقط.

## التطوير والإنتاج
العرض كان في الأصل في عام 2016 تحت عنوان عمل "ألعاب القوة" (Power Toys) قبل أن يتم تغيير اسمه إلى "لاعبين القوة" (Power Players). في 11 فبراير 2019، تم اختيار السلسلة رسميًا من قبل كرتون نتورك، مما جعلها أول إنتاج من زاغتوون يتم إنتاجه وعرضه على هذه القناة، وأصبحت شركة Playmates مُرخِّصة لتصنيع الألعاب. عرض لأول مرة على كرتون نتورك البريطانية في 3 فبراير 2020.